# Hero’s
Hero’s — японская спортивная организация, в 2005—2008 годах занимавшаяся проведением турниров по смешанным единоборствам.
Находясь под контролем японской промоутерской компании Fighting and Entertainment Group, выросла из наработок родственной кикбоксерской организации К-1, которая в середине 2000-х годов захотела попробовать себя в ММА. Руководителем проекта неизменно являлся известный японский реслер Акира Маэда, ранее управлявший организацией Fighting Network Rings.
Hero’s не удалось приблизиться к всемирной популярности таких гигантов как Ultimate Fighting Championship и Pride Fighting Championships, но за недолгое время существования она хорошо себя зарекомендовала на рынке смешанных единоборств Японии — ей удалось привлечь многих известных бойцов своего времени, и визуальное оформление шоу благодаря опыту FEG и K-1 находилось на весьма высоком уровне. В отличие от других крупных промоушенов, здесь были представлены только три весовые категории: средняя (до 70 кг), полутяжёлая (до 85 кг) и тяжёлая (свыше 85 кг).
Многие из турниров спонсировались и транслировались национальной телевизионной компанией TBS. В марте 2007 года FEG провела масштабную пресс-конференцию в Мемориальном колизее Лос-Анджелеса, анонсировав первый турнир на территории США — Dynamite!! USA проводился в сотрудничестве с такими промоушенами как Elite XC, Cage Rage, BoDog Fight и Spirit MC. Шоу было разделено на две части: первая транслировалась бесплатно телеканалом Showtime, тогда как вторая распространялась в формате pay-per-view. Помимо Японии и США, последующие турниры Hero’s также проходили в Литве и Южной Корее.
В феврале 2008 года на специально созванной пресс-конференции руководство FEG объявило о закрытии Hero’s и создании на её основе другой бойцовской организации Dream, в сотрудничестве с бывшей управляющей компанией Pride FC Dream Stage Entertainment. Таким образом Hero’s прекратила своё существование, а все сильнейшие бойцы перешли отсюда в новый промоушн.

## Проведённые турниры
| Название турнира                                | Дата             | Место             | Арена                         | Посещаемость |
| ----------------------------------------------- | ---------------- | ----------------- | ----------------------------- | ------------ |
| Hero’s 1                                        | 26 марта 2005    | Сайтама, Япония   | Saitama Super Arena           | 13,000       |
| Hero’s 2                                        | 6 июля 2005      | Токио, Япония     | Yoyogi National Gymnasium     |              |
| Hero’s 3                                        | 7 сентября 2005  | Токио, Япония     | Ariake Coliseum               |              |
| Hero’s 2005 in Seoul                            | 5 ноября 2005    | Сеул, Южная Корея | Olympic Gymnastics Arena      | 7,460        |
| Hero’s Lithuania 2005                           | 26 ноября 2005   | Вильнюс, Литва    | Siemens Arena                 |              |
| K-1 PREMIUM 2005 Dynamite!!                     | 31 декабря 2005  | Осака, Япония     | Osaka Dome                    | 53,025       |
| Hero’s 4                                        | 15 марта 2006    | Токио, Япония     | Nippon Budokan                |              |
| Hero’s 5                                        | 3 мая 2006       | Токио, Япония     | Yoyogi National Gymnasium     |              |
| Hero’s 6                                        | 5 августа 2006   | Токио, Япония     | Ariake Coliseum               |              |
| Hero’s 7                                        | 9 октября 2006   | Иокогама, Япония  | Yokohama Arena                |              |
| Hero’s Lithuania 2006                           | 11 ноября 2006   | Вильнюс, Литва    | Siemens Arena                 |              |
| K-1 PREMIUM 2006 Dynamite!!                     | 31 декабря 2006  | Осака, Япония     | Osaka Dome                    | 51,930       |
| Hero’s 8                                        | 12 марта 2007    | Нагоя, Япония     | Nippon Gaishi Hall            |              |
| Dynamite!! USA                                  | 2 июня 2007      | Лос-Анджелес, США | Los Angeles Memorial Coliseum | 18,340       |
| Hero’s 9: Middleweight Tournament Opening Round | 16 июля 2007     | Иокогама, Япония  | Yokohama Arena                |              |
| Hero’s 10: Middleweight Tournament Final        | 17 сентября 2007 | Иокогама, Япония  | Yokohama Arena                |              |
| Hero’s 2007 in Korea                            | 28 октября 2007  | Сеул, Южная Корея | Jangchung Gymnasium           |              |
| Hero’s Lithuania 2007                           | 10 ноября 2007   | Вильнюс, Литва    | Siemens Arena                 |              |
| K-1 PREMIUM 2007 Dynamite!!                     | 31 декабря 2007  | Осака, Япония     | Osaka Dome                    | 47,928       |